# Vacances d'été (film)
Pour les articles homonymes, voir Summer Holiday.
Pour plus de détails, voir Fiche technique et Distribution.
Vacances d'été (Summer Holiday) est un film britannique réalisé par Peter Yates, sorti en 1963.

## Synopsis
Don, Cyril, Steve et Edwin sont mécaniciens d’autobus à l’usine de révision d’autobus du London Transport à Aldenham, dans le Hertfordshire. Pendant une pause déjeuner estivale, Don arrive, après avoir persuadé London Transport de lui prêter, à lui et à ses amis, un bus à impériale AEC Regent III RT. Ils transforment le bus en caravane de vacances, qu’ils conduisent à travers l’Europe continentale, avec l’intention d’atteindre le sud de la France. En chemin, ils sont rejoints par un trio de jeunes femmes Sandy, Angie et Mimsie, qui forment un groupe de chant, et changent de destination pour Athènes. Ils doivent alors passer par la Yougoslavie où ils sont rejoints par une chanteuse en fugue, Barbara, qui se fait passer pour un garçon, elle-même poursuivie par sa mère Stella et son agent Jerry.

## Fiche technique
- Titre : Vacances d'été
- Titre original : Summer Holiday
- Réalisation : Peter Yates
- Scénario : Peter Myers et Ronald Cass
- Photographie : John Wilcox
- Pays d'origine : Royaume-Uni
- Genre : Comédie romantique et film musical
- Date de sortie : 1963

## Distribution
- Cliff Richard : Don
- Lauri Peters : Barbara
- Melvyn Hayes : Cyril
- Una Stubbs : Sandy
- Teddy Green : Steve
- Pamela Hart : Angie
- Jeremy Bulloch : Edwin
- Ron Moody : Orlando
- David Kossoff : Magistrate
- Wendy Barrie : Bergère
- The Shadows : eux-mêmes